# Formel 1-VM 1957
Formel 1-VM 1957 hade åtta deltävlingar som kördes under perioden 13 januari-8 september. Här ingick Indianapolis 500-loppet 1957 som en av deltävlingarna. Förarmästerskapet vanns av argentinaren Juan Manuel Fangio i Maserati.

## Vinnare
- Förare:  Juan Manuel Fangio, Argentina, Maserati
- Konstruktör: Inget officiellt mästerskap förrän 1958.

## Grand Prix 1957
| Grand Prix                 | Datum       | Bana              | Vinnande förare! Vinnande stall | Vinnande tillverkare |                     |   |
| -------------------------- | ----------- | ----------------- | ------------------------------- | -------------------- | ------------------- | - |
| Argentinas Grand Prix      | 13 januari  | Buenos Aires      | Juan Manuel Fangio              | Maserati             |                     | * |
| Monacos Grand Prix         | 19 maj      | Monte Carlo       | Juan Manuel Fangio              | Maserati             |                     | * |
| Indianapolis Grand Prix    | 30 maj      | Indianapolis      | Sam Hanks                       | George Salih         | Epperly-Offenhauser | * |
| Frankrikes Grand Prix      | 7 juli      | Rouen-les-Essarts | Juan Manuel Fangio              | Maserati             |                     | * |
| Storbritanniens Grand Prix | 20 juli     | Aintree           | Tony Brooks Stirling Moss       | Vanwall              |                     | * |
| Tysklands Grand Prix       | 4 augusti   | Nürburgring       | Juan Manuel Fangio              | Maserati             |                     | * |
| Pescaras Grand Prix        | 18 augusti  | Pescara           | Stirling Moss                   | Vanwall              |                     | * |
| Italiens Grand Prix        | 8 september | Monza             | Stirling Moss                   | Vanwall              |                     | * |

## Grand Prix utanför VM 1957
| Grand Prix /Race        | Datum        | Bana         | Vinnande förare! Vinnande stall | Vinnande tillverkare |                |
| ----------------------- | ------------ | ------------ | ------------------------------- | -------------------- | -------------- |
| Buenos Aires Grand Prix | 27 januari   | Buenos Aires | Juan Manuel Fangio              | Maserati             |                |
| Syrakusas Grand Prix    | 7 april      | Syrakusa     | Peter Collins                   | Ferrari              |                |
| Glover Trophy           | 22 april     | Goodwood     | Stuart Lewis-Evans              | Connaught            | Connaught-Alta |
| Paus Grand Prix         | 22 april     | Pau          | Jean Behra                      | Maserati             |                |
| Neapels Grand Prix      | 28 april     | Posillipo    | Peter Collins                   | Ferrari              |                |
| Reims Grand Prix        | 14 juli      | Reims-Gueux  | Luigi Musso                     | Ferrari              |                |
| Caens Grand Prix        | 28 juli      | Caen         | Jean Behra                      | BRM                  |                |
| International Trophy    | 14 september | Silverstone  | Jean Behra                      | BRM                  |                |
| Modenas Grand Prix      | 22 september | Modena       | Jean Behra                      | Maserati             |                |
| Marockos Grand Prix     | 27 oktober   | Ain Diab     | Jean Behra                      | Maserati             |                |

## Stall, nummer och förare 1957
| Stall/Tillverkare                                | Nummer                    | Förare                                 |
| ------------------------------------------------ | ------------------------- | -------------------------------------- |
| A E Dean (Kuzma-Offenhauser)                     | 1                         | Jimmy Bryan, USA                       |
| Ansted Rotary Corp (Kurtis Kraft-Offenhauser)    | 3                         | Don Freeland, USA                      |
| BRM                                              | 6, 26                     | Ron Flockhart, Storbritannien          |
| BRM                                              | 8                         | Roy Salvadori, Storbritannien          |
| BRM                                              | 24                        | Jack Fairman, Storbritannien           |
| BRM                                              | 26                        | Les Leston, Storbritannien             |
| BRM                                              | 28                        | Herbert Mackay-Fraser, Brasilien       |
| Bob Estes (Phillips-Offenhauser)                 | 7                         | Bob Veith, USA                         |
| Bob Gerard (Cooper-Bristol)                      | 38                        | Bob Gerard, Storbritannien             |
| Bruce Halford (Maserati)                         | 15, 16, 20                | Bruce Halford, Storbritannien          |
| Cars Inc (Kurtis Kraft-Offenhauser)              | 95                        | Bob Christie, USA                      |
| Chapman S Root (Kurtis Kraft-Offenhauser)        | 12                        | Pat O'Connor, USA                      |
| Chapman S Root (Kurtis Kraft-Offenhauser)        | 18                        | Johnnie Parsons, USA                   |
| Chapman S Root (Kurtis Kraft-Offenhauser)        | 48                        | Marshall Teague, USA                   |
| Connaught-Alta                                   | 10                        | Stuart Lewis-Evans, Storbritannien     |
| Connaught-Alta                                   | 12                        | Ivor Bueb, Storbritannien              |
| Cooper-Climax                                    | 14, 22, 24                | Jack Brabham, Australien               |
| Cooper-Climax                                    | 16                        | Les Leston, Storbritannien             |
| Cooper-Climax                                    | 22, 23, 36                | Roy Salvadori, Storbritannien          |
| Cooper-Climax                                    | 24                        | Mike MacDowel, Storbritannien          |
| Dick Gibson (Cooper-Climax)                      | 29                        | Dick Gibson, Storbritannien            |
| Ecurie Maarsbergen (Porsche)                     | 27                        | Carel Godin de Beaufort, Nederländerna |
| Ernest L Ruiz (Kurtis Kraft-Offenhauser)         | 23                        | Elmer George, USA                      |
| Ferrari                                          | 6, 10, 12, 14, 32, 34     | Luigi Musso, Italien                   |
| Ferrari                                          | 7, 10, 12, 16, 18, 26, 30 | Peter Collins, Storbritannien          |
| Ferrari                                          | 8, 10, 14, 16, 24, 28, 34 | Mike Hawthorn, Storbritannien          |
| Ferrari                                          | 14                        | Eugenio Castellotti, Italien           |
| Ferrari                                          | 16, 30                    | Maurice Trintignant, Frankrike         |
| Ferrari                                          | 18                        | Cesare Perdisa, Italien                |
| Ferrari                                          | 18, 24, 36                | Wolfgang von Trips, Tyskland           |
| Ferrari                                          | 20                        | José Froilán González, Argentina       |
| Ferrari                                          | 20                        | Alfonso de Portago, Spanien            |
| Francisco Godia-Sales (Maserati)                 | 10, 18                    | Paco Godia, Spanien                    |
| Fred & Richard Sommer (Kurtis Kraft-Offenhauser) | 5                         | Jimmy Reece, USA                       |
| Fred Sclavi (Kurtis Kraft-Offenhauser)           | 55                        | Eddie Russo, USA                       |
| George Bignotti (Kurtis Kraft-Offenhauser)       | 6                         | Johnny Boyd, USA                       |
| George Bignotti (Kurtis Kraft-Offenhauser)       | 14                        | Fred Agabashian, USA                   |
| George Salih (Epperly-Offenhauser)               | 9                         | Sam Hanks, USA                         |
| George Walther Jr (Kurtis Kraft-Offenhauser)     | 77                        | Mike Magill, USA                       |
| Gilby Engineering (Maserati)                     | 32                        | Ivor Bueb, Storbritannien              |
| Gould's Garage (Maserati)                        | 14, 18, 19,22, 30         | Horace Gould, Storbritannien           |
| H A Chapman (Kurtis Kraft-Offenhauser)           | 43                        | Eddie Johnson, USA                     |
| H H Johnson (Kurtis Kraft-Offenhauser)           | 57                        | Jimmy Daywalt, USA                     |
| Harry Dunn (Dunn-Offenhauser)                    | 89                        | Al Herman, USA                         |
| J S Donaldson (Kurtis Kraft-Offenhauser)         | 31                        | Bill Cheesbourg, USA                   |
| JBW (Cooper-Climax)                              | 28                        | Brian Naylor, Storbritannien           |
| Jo Bonnier (Maserati)                            | 28                        | Joakim Bonnier, Sverige                |
| John Zink (Watson-Offenhauser)                   | 52                        | Troy Ruttman, USA                      |
| Joseph Massaglia Jr (Lesovsky-Offenhauser)       | 22                        | Gene Hartley, USA                      |
| Kalamazoo Sports Inc (Kurtis Kraft-Offenhauser)  | 73                        | Andy Linden, USA                       |
| Kalamazoo Sports Inc (Kurtis Kraft-Offenhauser)  | 83                        | Ed Elisian, USA                        |
| Lindsey Hopkins (Epperly-Offenhauser)            | 26                        | Jim Rathmann, USA                      |
| Luigi Piotti (Maserati)                          | 12, 28, 42                | Luigi Piotti, Italien                  |
| Lysle Greenman (Kuzma-Offenhauser)               | 28                        | Johnnie Tolan, USA                     |
| Maserati                                         | 1, 2, 32, 35              | Juan Manuel Fangio, Argentina          |
| Maserati                                         | 2, 4, 6                   | Jean Behra, Frankrike                  |
| Maserati                                         | 3, 4, 6, 8, 34, 38        | Harry Schell, USA                      |
| Maserati                                         | 4                         | Stirling Moss, Storbritannien          |
| Maserati                                         | 4, 8, 34                  | Giorgio Scarlatti, Italien             |
| Maserati                                         | 8, 36                     | Carlos Menditéguy, Argentina           |
| Maserati                                         | 40                        | Hans Herrmann, Tyskland                |
| Novi Racing Corp (Kurtis Kraft-Novi)             | 27                        | Tony Bettenhausen, USA                 |
| Novi Racing Corp (Kurtis Kraft-Novi)             | 54                        | Paul Russo, USA                        |
| Ottorino Volonterio (Maserati)                   | 28                        | André Simon, Frankrike                 |
| Ottorino Volonterio (Maserati)                   | 28                        | Ottorino Volonterio, Schweiz           |
| Pat Clancy (Kurtis Kraft-Offenhauser)            | 16                        | Al Keller, USA                         |
| Pat Clancy (Kurtis Kraft-Offenhauser)            | 19                        | Jack Turner, USA                       |
| Pete Salemi (Kuzma-Offenhauser)                  | 82                        | Chuck Weyant, USA                      |
| Peter Schmidt (Kuzma-Offenhauser)                | 88                        | Eddie Sachs, USA                       |
| Porsche                                          | 20                        | Umberto Maglioli, Italien              |
| Porsche                                          | 21                        | Edgar Barth, Tyskland                  |
| R R C Walker (Cooper-Climax)                     | 24, 34                    | Jack Brabham, Australien               |
| Racing Associates (Kuzma-Offenhauser)            | 10                        | Johnny Thomson, USA                    |
| Ridgeway Management (Cooper-Climax)              | 25                        | Tony Marsh, Storbritannien             |
| Ridgeway Management (Cooper-Climax)              | 26                        | Paul England, Australien               |
| Roger Wolcott (Lesovsky-Offenhauser)             | 8                         | Rodger Ward, USA                       |
| Roy McKay (Kurtis Kraft-Offenhauser)             | 92                        | Don Edmunds, USA                       |
| Scuderia Centro Sud (Maserati)                   | 2, 14, 16, 26             | Masten Gregory, USA                    |
| Scuderia Centro Sud (Maserati)                   | 4                         | André Simon, Frankrike                 |
| Scuderia Centro Sud (Maserati)                   | 16, 24                    | Joakim Bonnier, Sverige                |
| Scuderia Centro Sud (Maserati)                   | 17                        | Hans Herrmann, Tyskland                |
| Scuderia Centro Sud (Maserati)                   | 22                        | Harry Schell, USA                      |
| Scuderia Centro Sud (Ferrari)                    | 26                        | Alejandro de Tomaso, Italien           |
| Vanwall                                          | 10, 18, 20, 26            | Stirling Moss, Storbritannien          |
| Vanwall                                          | 11, 18, 20, 22, 28        | Tony Brooks, Storbritannien            |
| Vanwall                                          | 12, 18, 20, 22, 30        | Stuart Lewis-Evans, Storbritannien     |
| Vanwall                                          | 20                        | Roy Salvadori, Storbritannien          |

## Slutställning förare 1957
| Placering | Förare! Stall         | Konstruktör                    | Poäng                    |    |
| --------- | --------------------- | ------------------------------ | ------------------------ | -- |
| 1         | Juan Manuel Fangio    | Maserati                       |                          | 40 |
| 2         | Stirling Moss         | Vanwall                        |                          | 25 |
| 3         | Luigi Musso           | Ferrari                        |                          | 16 |
| 4         | Mike Hawthorn         | Ferrari                        |                          | 13 |
| 5         | Tony Brooks           | Vanwall                        |                          | 11 |
| 6         | Masten Gregory        | Scuderia Centro Sud            | Maserati                 | 10 |
| 7         | Harry Schell          | Scuderia Centro Sud & Maserati | Maserati                 | 10 |
| 8         | Sam Hanks             | George Salih                   | Epperly-Offenhauser      | 8  |
| 9         | Peter Collins         | Ferrari                        |                          | 8  |
| 10        | Jim Rathmann          | Lindsey Hopkins                | Epperly-Offenhauser      | 7  |
| 11        | Jean Behra            | Maserati                       |                          | 6  |
| 12        | Stuart Lewis-Evans    | Connaught & Vanwall            | Connaught-Alta & Vanwall | 5  |
| 13        | Maurice Trintignant   | Ferrari                        |                          | 5  |
| 14        | Wolfgang von Trips    | Ferrari                        |                          | 4  |
| 15        | Carlos Menditéguy     | Maserati                       |                          | 4  |
| 16        | Jimmy Bryan           | A E Dean                       | Kuzma-Offenhauser        | 4  |
| 17        | Paul Russo            | Novi Racing Corp               | Kurtis Kraft-Novi        | 3  |
| 18        | Roy Salvadori         | Cooper                         | Cooper-Climax            | 2  |
| 19        | Andy Linden           | Kalamazoo Sports Inc           | Kurtis Kraft-Offenhauser | 2  |
| 20        | Giorgio Scarlatti     | Maserati                       |                          | 1  |
| 21        | Alfonso de Portago    | Ferrari                        |                          | 1  |
| 22        | José Froilán González | Ferrari                        |                          | 1  |

## Inofficiell slutställning konstruktörer 1957
Endast de fem bästa poängen från de åtta loppen för den första bilen räknade.
| Placering | Konstruktör    | Poäng |
| --------- | -------------- | ----- |
| 1         | Maserati       | 38    |
| 2         | Vanwall        | 32    |
| 3         | Ferrari        | 24    |
| 4         | Connaught-Alta | 3     |
| 5         | Cooper-Climax  | 2     |